# Frederick Whitaker

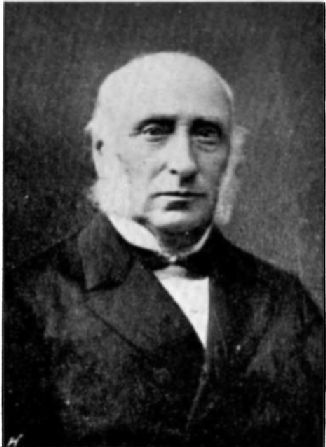
Frederick Whitaker

Sir Frederick Whitaker, KCMG (* 23. April 1812 in Bampton, Oxfordshire, England; † 4. Dezember 1891 in Auckland) war ein englisch-neuseeländischer Jurist und Politiker. Er war zweifacher Attorney General sowie der fünfte Premierminister Neuseelands. Als letzterer hatte er zwei Amtszeiten: das erste Mal vom 30. Oktober 1863 bis zum 24. November 1864, das zweite Mal vom 21. April 1882 bis zum 25. September 1883.

## Auswanderung und juristische Tätigkeit
Whitakers Vater war in Oxford ein geachteter Anwalt, und so studierte auch sein Sohn Rechtswissenschaft. Im Januar 1839 erhielt er das Anwaltspatent. Er beschloss, nach New South Wales in Australien auszuwandern und kam dort im Oktober desselben Jahres an. Doch schon im März 1840 zog er nach Neuseeland weiter und ließ sich an der Bay of Islands nieder, wo er als Anwalt tätig war. Im April 1841 wurde Auckland neue Hauptstadt und Whitaker verlegte seinen Wohnsitz dorthin. Im selben Jahr wurde er zum Bezirksrichter ernannt, doch sein Amt wurde 1844 im Zuge einer Verwaltungsreform wieder abgeschafft.
Am 4. März 1843 heiratete er Jane Augusta Griffith, aus der Ehe gingen vier Söhne und vier Töchter hervor. Whitaker wurde 1845 von Gouverneur Robert FitzRoy zu einem Mitglied des Legislativrates ernannt und gehörte diesem ein Jahr lang an. Nach einer zweijährigen Reise nach England nahm er 1848 seine Anwaltstätigkeit wieder auf und spekulierte mit Beteiligungen an Land-, Minen- und Forstgesellschaften.

## Aufstieg zum Premierminister
Nachdem Neuseeland eine neue Verfassung erhalten hatte, wurde Frederick Whitaker im Mai 1853 erneut in den Legislativrat berufen. 1854 wurde er höchster Justizbeamter in der Provinz Auckland und gehörte dem Stab des Oberstaatsanwalts an. 1855 kandidierte er erfolglos für dieses Amt. Henry Sewell, der erste Premierminister des Landes, ernannte Whitaker im Mai 1856 zum Attorney General, dem höchsten juristischen Berater der Regierung (im Range eines Ministers). Dieses Amt hatte er mit Unterbrechungen bis Juli 1861 inne.
Im Oktober 1863 verlor Premierminister Alfred Domett ein Misstrauensvotum und Frederick Whitaker wurde sein Nachfolger. Seinen Kanzleipartner Thomas Russell ernannt er zum Verteidigungsminister (dieser war bereits seit August 1862 Minister ohne Portfolio gewesen). Beide vertraten den Standpunkt, dass die Māori-„Rebellen“ rücksichtslos verfolgt werden mussten und forderten Landenteignungen im großen Stil und die Errichtung militärischer Siedlungen, um die Sicherheit der Pākehā zu garantieren. Diese kompromisslose Haltung führte bereits im November 1864 zum Sturz der Regierung. Gouverneur George Grey äußerte den Verdacht, Whitaker und Russell seien bloß Marionetten einiger Direktoren der Bank of New Zealand gewesen, die sich von dem enteigneten Maori-Land große Gewinne erhofft hatten. Whitaker trat als Mitglied des Legislativrates zurück.

## Zwischenzeitlicher Rückzug
Nachdem 1865 Auckland den Status als Hauptstadt an Wellington verloren hatte, forderte Whitaker öffentlichkeitswirksam die politische Trennung der neuseeländischen Hauptinseln. Im Oktober dieses Jahres wurde er konkurrenzlos zum Vorsitzenden des Provinzrates gewählt, im November zum Parlamentsabgeordneten des Wahlkreises Parnell. Im Parlament forderte er mehr Autonomie und die Aufhebung des Hauptstadtdekrets von 1856. Da er seine Forderungen nicht durchsetzen konnte, trat er im März 1867 von seinen Ämtern zurück.
Die folgenden neun Jahre hielt er sich aus der Politik heraus und war als Geschäftsmann tätig. Zusammen mit seinem Partner Thomas Russell leitete Whitaker eine Goldminengesellschaft in Thames. Daneben war er an Gaswerken, Forstbetrieben und Kohleminen beteiligt; er spekulierte mit Grundstücken und war Großaktionär der Bank of New Zealand. Daneben saß er in den Aufsichtsräten mehrerer neuseeländischer Tochtergesellschaften ausländischer Konzerne.

## Erneute politische Aktivitäten
Im Januar 1876 kandidierte Whitaker im Wahlkreis Waitako erneut als Parlamentsabgeordneter und wurde auch gewählt. Premierminister Harry Atkinson ernannte ihn wiederum zum Attorney General. Diesen Ministerposten hatte er bis zum Sturz der Regierung im Oktober 1877 inne. Im November 1879 verlor er seinen Parlamentssitz zwar wieder, doch der neue Premierminister John Hall ernannte ihn gleichwohl zum Attorney General. Whitaker übte einen großen Einfluss auf die Regierung aus. So war es keine Überraschung, dass er nach Halls Rücktritt im Oktober 1883 ein zweites Mal Premierminister wurde. Bereits im November 1884 trat er jedoch wieder zurück, da er sich mehr seinen geschäftlichen Aktivitäten widmen wollte. Im selben Jahr wurde er zum Ritter geschlagen.
Nachdem Harry Atkinson im Oktober 1887 wieder Premierminister geworden war, ernannte er Whitaker erneut zum Attorney General. Im Januar 1891 trat Whitaker endgültig zurück. Verhängnisvolle Fehlspekulationen und eine Rezession hatten beinahe zu seinem finanziellen Ruin geführt. Wenige Monate später starb er im Alter von 79 Jahren.